# غيطان المشرك
قرية غيطان المشرك هي إحدى القرى التابعة لمركز يوسف الصديق في محافظة الفيوم في جمهورية مصر العربية. حسب إحصاءات سنة 2006، بلغ إجمالي السكان في غيطان المشرك 13059 نسمة، منهم 6716 رجل و6343 امرأة.